# Monroe City (Misuri)
Monroe City es una ciudad ubicada en el condado de Monroe en el estado estadounidense de Misuri. En el Censo de 2010 tenía una población de 2531 habitantes y una densidad poblacional de 319,15 personas por km².

## Geografía
Monroe City se encuentra ubicada en las coordenadas 39°39′16″N 91°43′57″O / 39.65444, -91.73250. Según la Oficina del Censo de los Estados Unidos, Monroe City tiene una superficie total de 7.93 km², de la cual 7.82 km² corresponden a tierra firme y (1.34%) 0.11 km² es agua.

## Demografía
Según el censo de 2010, había 2531 personas residiendo en Monroe City. La densidad de población era de 319,15 hab./km². De los 2531 habitantes, Monroe City estaba compuesto por el 89.61% blancos, el 7.27% eran afroamericanos, el 0.36% eran amerindios, el 0.43% eran asiáticos, el 0.04% eran isleños del Pacífico, el 0.24% eran de otras razas y el 2.05% pertenecían a dos o más razas. Del total de la población el 1.46% eran hispanos o latinos de cualquier raza.